# Colpotrochia mexicana
Colpotrochia mexicana là một loài tò vò trong họ Ichneumonidae.